# 第56回国民体育大会陸上競技
第56回国民体育大会陸上競技（だい56かいこくみんたいいくたいかいりくじょうきょうぎ）は、2001年10月14日から18日まで宮城県の宮城スタジアムで開催された、第56回国民体育大会の陸上競技である。

## 競技種目
| 第54回 \| 第55回 \| 第56回 \| 第57回 \| 第58回 |
| ---------------------------------------------- |

- 男子
  - 100m （少年A , 少年B）
  - 200m （成年）
  - 400m （少年A , 少年B）
  - 800m （成年 , 少年A , 少年B）
  - 3000m （少年B）
  - 5000m （少年A）
  - 110mハードル （成年 , 少年A , 少年B）
  - 400mハードル （少年共通）
  - 3000m障害 （成年 , 少年共通）
  - 5000m競歩 （少年共通）
  - 4×100mリレー （成年少年共通）
  - 走高跳 （成年 , 少年共通）
  - 棒高跳 （少年共通）
  - 走幅跳 （成年 , 少年B）
  - 三段跳 （少年A）
  - 砲丸投 （少年B）
  - 円盤投 （成年）
  - ハンマー投 （少年A）
  - やり投 （成年 , 少年共通）

- 女子
  - 100m （成年 , 少年A , 少年B）
  - 400m （少年A , 少年B）
  - 800m （成年 , 少年B）
  - 1500m （少年A）
  - 3000m （少年共通）
  - 5000m （成年）
  - 100mハードル （少年A , 少年B）
  - 400mハードル （成年 , 少年A）
  - 5000m競歩 （成年 , 少年共通）
  - 4×100mリレー （成年少年共通）
  - 走高跳 （成年 , 少年共通）
  - 棒高跳 （少年共通）
  - 走幅跳 （成年 , 少年B）
  - 三段跳 （少年A）
  - 砲丸投 （少年A , 少年B）
  - 円盤投 （成年）
  - ハンマー投 （成年）
  - やり投 （少年共通）

## 新記録
| 第54回 \| 第55回 \| 第56回 \| 第57回 \| 第58回 |
| ---------------------------------------------- |

今大会で生まれた新記録は次の通りである
| 種目                   | ラウンド | 結果     | 選手             | 都道府県 | 所属             | 記録                | 月日     | 記録                                 |
| トラック               | トラック | トラック | トラック         | トラック | トラック         | トラック            | トラック | トラック                             |
| ---------------------- | -------- | -------- | ---------------- | -------- | ---------------- | ------------------- | -------- | ------------------------------------ |
| 成年女子 400mハードル  | 決勝     | 1位      | 吉田真希子       | 福島     | 福島大学TC       | 57秒49              | 10月15日 | 大会新記録                           |
| 少年男子共通 5000m競歩 | 決勝     | 1位      | 高田浩二         | 長野     | 松川高校         | 20分36秒82          | 10月15日 | 大会新記録                           |
| 成年女子 800m          | 決勝     | 1位      | 藤原夕規子       | 京都     | グローバリー     | 2分04秒64           | 10月17日 | 大会新記録                           |
| 成年女子 5000m         | 決勝     | 1位      | 福士加代子       | 京都     | ワコール         | 15分20秒08          | 10月17日 | 大会新記録                           |
| 成年男子 110mハードル  | 決勝     | 1位      | 内藤真人         | 愛知     | 法政大学         | 13秒50 （+0.1 m/s） | 10月17日 | 日本新記録 日本学生新記録 大会新記録 |
| 少年男子B 110mハードル | 決勝     | 1位      | 高橋清太郎       | 岡山     | 岡山工業高校     | 14秒32 （+0.7 m/s） | 10月17日 | 大会タイ記録                         |
| 少年男子A 5000m        | 決勝     | 1位      | サムエル・カビル | 宮城     | 仙台育英学園高校 | 13分40秒41          | 10月18日 | 大会新記録                           |
| フィールド             |          |          |                  |          |                  |                     |          |                                      |
| 少年女子共通 棒高跳    | 決勝     | 1位      | 井桁愛           | 群馬     | 中央高校         | 3ｍ65               | 10月15日 | 大会新記録                           |
| 少年女子共通 棒高跳    | 決勝     | 2位      | 小宮留美子       | 埼玉     | 草加南高校       | 3ｍ65               | 10月15日 | 大会新記録                           |
| 少年女子共通 棒高跳    | 決勝     | 3位      | 森郁子           | 兵庫     | 神戸甲北高校     | 3ｍ60               | 10月15日 | 大会タイ記録                         |
| 少年女子共通 棒高跳    | 決勝     | 4位      | 植田祥恵         | 長崎     | 長崎女子高校     | 3ｍ60               | 10月15日 | 大会タイ記録                         |
| 成年男子 円盤投        | 決勝     | 1位      | 畑山茂雄         | 神奈川   | ゼンリン         | 55ｍ36              | 10月16日 | 大会新記録                           |
| 成年女子 ハンマー投    | 決勝     | 1位      | 綾真澄           | 香川     | 中京大学         | 64ｍ43              | 10月16日 | 日本新記録 日本学生新記録 大会新記録 |

## 競技結果

### 男子

#### トラック
| 第54回 \| 第55回 \| 第56回 \| 第57回 \| 第58回 |
| ---------------------------------------------- |

| 種目                                                                    | 金                                                                                                 | 金                               | 銀                                                                                                   | 銀                  | 銅                                                                                         | 銅                  |
| ----------------------------------------------------------------------- | -------------------------------------------------------------------------------------------------- | -------------------------------- | --- | ------------------- | ------------------------------------------------------------------------------------------ | ------------------- |
| 少年A 100m                                                              | 上野政英 （野々市明倫高校） 石川                                                                   | 10秒50 （0.0 m/s）               | 相川誠也 （市立船橋高校） 千葉                                                                       | 10秒56 （0.0 m/s）  | 髙平慎士 （旭川大学高校） 北海道                                                           | 10秒62 （0.0 m/s）  |
| 少年A 100m                                                              | 上野政英 （野々市明倫高校） 石川                                                                   | 10秒50 （0.0 m/s）               | 相川誠也 （市立船橋高校） 千葉                                                                       | 10秒56 （0.0 m/s）  | 井汲亮介 （前橋育英高校） 群馬                                                             | 10秒62 （0.0 m/s）  |
| 少年B 100m                                                              | 山本慎吾 （太成高校） 大阪                                                                         | 10秒59 （+0.6 m/s）              | 石川企彦 （鳴門高校） 徳島                                                                           | 10秒85 （+0.6 m/s） | 里大輔 （長崎南高校） 長崎                                                                 | 10秒88 （+0.6 m/s） |
| 成年 200m                                                               | 松田亮 （広島経済大学） 広島                                                                       | 21秒00 （-0.5 m/s）              | 川畑伸吾 （群馬綜合ガード） 群馬                                                                     | 21秒10 （-0.5 m/s） | 藤本俊之 （東海大学） 兵庫                                                                 | 21秒24 （-0.5 m/s） |
| 少年A 400m                                                              | 森田行雄 （前橋育英高校） 群馬                                                                     | 46秒94                           | 井上洋佑 （長田高校） 兵庫                                                                           | 47秒03              | 酒井大介 （金沢桜丘高校） 石川                                                             | 47秒47              |
| 少年B 400m                                                              | 三好陽久 （東海大学浦安高校） 千葉                                                                 | 48秒33                           | 長谷川雄也 （大阪高校） 大阪                                                                         | 48秒69              | 森政朗 （安佐中学校） 広島                                                                 | 49秒66              |
| 成年 800m                                                               | 藤田真之介 （スズキ） 静岡                                                                         | 1分51秒20                        | 森祥紀 （自衛隊体育学校） 埼玉                                                                       | 1分51秒42           | 笹野浩志 （立命館大学） 愛知                                                               | 1分51秒71           |
| 少年A 800m                                                              | 田子康宏 （由良育英高校） 鳥取                                                                     | 1分52秒28                        | 山口恭平 （八女高校） 福岡                                                                           | 1分52秒31           | 日笠裕允 （倉敷南高校） 岡山                                                               | 1分52秒67           |
| 少年B 800m                                                              | 田村一平 （清陵情報高校） 福島                                                                     | 1分55秒70                        | 松本啓典 （小浜中学校） 福井                                                                         | 1分56秒51           | 小野正浩 （三田学園高校） 兵庫                                                             | 1分56秒80           |
| 少年B 3000m                                                             | サイラス・ジュイ （流通経済大学柏高校） 千葉                                                       | 8分21秒33                        | 北村聡 （西脇工業高校） 兵庫                                                                         | 8分21秒66           | 佐藤悠基 （清水南中学校） 静岡                                                             | 8分24秒24           |
| 少年A 5000m                                                             | サムエル・カビル （仙台育英学園高校） 宮城                                                         | 13分40秒41 GR                    | 大津聖 （大牟田高校） 福岡                                                                           | 13分58秒66          | 三津谷祐 （尽誠学園高校） 香川                                                             | 14分09秒29          |
| 成年 110mハードル                                                       | 内藤真人 （法政大学） 愛知                                                                         | 13秒50 （+0.1 m/s） NR , UR , GR | 堤毅 （CFA） 北海道                                                                                  | 13秒91 （+0.1 m/s） | 浅見公博 （佐川急便） 京都                                                                 | 14秒05 （+0.1 m/s） |
| 少年A 110mハードル                                                      | 大橋祐二 （浦和高校） 埼玉                                                                         | 14秒18 （-0.8 m/s）              | 木村欣央 （吉原商業高校） 静岡                                                                       | 14秒36 （-0.8 m/s） | 合戸隆 （観音寺第一高校） 香川                                                             | 14秒49 （-0.8 m/s） |
| 少年B 110mハードル                                                      | 高橋清太郎 （岡山工業高校） 岡山                                                                   | 14秒32 （+0.7 m/s） =GR          | 岩船陽一 （東海大学第四高校） 北海道                                                                 | 14秒39 （+0.7 m/s） | 木村剛 （明石南高校） 兵庫                                                                 | 14秒39 （+0.7 m/s） |
| 少年共通 400mハードル                                                   | 荒川勇希 （安来高校） 島根                                                                         | 51秒30                           | 成迫健児 （佐伯鶴城高校） 大分                                                                       | 51秒33              | 田中恒彰 （花園高校） 京都                                                                 | 51秒42              |
| 成年 3000m障害                                                          | 内冨恭則 （中国電力） 広島                                                                         | 8分35秒34                        | 春田真臣 （順天堂大学） 京都                                                                         | 8分44秒49           | 河野俊也 （スズキ） 静岡                                                                   | 8分46秒25           |
| 少年共通 3000m障害                                                      | 土橋啓太 （大牟田高校） 福岡                                                                       | 8分52秒41                        | サイラス・ジュイ （流通経済大学柏高校） 千葉                                                         | 8分52秒47           | 武者由幸 （田村高校） 福島                                                                 | 8分52秒90           |
| 少年共通 5000m競歩                                                      | 高田浩二 （松川高校 ） 長野                                                                        | 20分36秒82 GR                    | 小林史拓 （会津高校） 福島                                                                           | 20分59秒57          | 蓮佛友紀 （八頭高校） 鳥取                                                                 | 21分07秒46          |
| 成年少年共通 4×100mリレー                                               | 福岡 中河晃司 （八幡西高校） 中川博文 （早稲田大学） 横井孝史 （小倉南高校） 石塚英樹 （三洋信販） | 40秒16                           | 大阪 相馬聡 （大阪体育大学T＆F） 荒川大輔 （同志社大学） 松原雄介 （大阪高校） 山本慎吾 （太成高校） | 40秒22              | 島根 岩本紘明 （近畿大学） 石倉一希 （近畿大学） 野田浩之 （大社高校） 原宏喜 （大社高校） | 40秒42              |
| NR 日本新記録 \| UR 日本学生新記録 \| GR 大会新記録 \| =GR 大会タイ記録 | |                                  | |                     |                                                                                            |                     |

#### フィールド
| 第54回 \| 第55回 \| 第56回 \| 第57回 \| 第58回 |
| ---------------------------------------------- |

| 種目             | 金                                   | 金                  | 銀                                       | 銀                  | 銅                             | 銅                  |
| ---------------- | ------------------------------------ | ------------------- | ---------------------------------------- | ------------------- | ------------------------------ | ------------------- |
| 成年 走高跳      | 尾上三知也 （スズキ） 静岡           | 2ｍ18               | 内田剛弘 （福岡大学） 島根               | 2ｍ15               |                                |                     |
| 成年 走高跳      | 尾上三知也 （スズキ） 静岡           | 2ｍ18               | 海鋒佳輝 （岐阜高校教員） 岐阜           | 2ｍ15               |                                |                     |
| 成年 走高跳      | 尾上三知也 （スズキ） 静岡           | 2ｍ18               | 庄司由徳 （国際武道大学AC） 千葉         | 2ｍ15               |                                |                     |
| 少年共通 走高跳  | 江戸祥彦 （東海大学第四高校） 北海道 | 2ｍ12               | 添田一亮 （北九州工業高等専門学校） 福岡 | 2ｍ09               | 井上悠 （成田高校） 千葉       | 2ｍ09               |
| 少年共通 棒高跳  | 森拓朗 （成田高校） 千葉             | 5ｍ10               | 小野真二 （浜松商業高校） 福岡           | 5ｍ05               | 森部雅文 （東京高校） 東京     | 5ｍ00               |
| 成年 走幅跳      | 稲富一成 （富士通） 千葉             | 7ｍ76 （-0.3 m/s）  | 渡邉容史 （筑波大学） 愛媛               | 7ｍ75 （-0.3 m/s）  | 福田真吾 （WWA奈良） 奈良      | 7ｍ54 （+0.0 m/s）  |
| 少年B 走幅跳     | 鈴木翔 （沼津東高校） 静岡           | 7ｍ34 （+0.6 m/s）  | 中居正太郎 （太成高校） 大阪             | 7ｍ34 （+0.7 m/s）  | 浦上和也 （市場中学校） 徳島   | 7ｍ14 （+0.2 m/s）  |
| 少年A 三段跳     | 宮田駿 （浜松商業高校） 静岡         | 15ｍ33 （-0.2 m/s） | 澤秀典 （洛南高校） 京都                 | 15ｍ16 （+0.4 m/s） | 梶川洋平 （都岡高校） 神奈川   | 15ｍ03 （+0.5 m/s） |
| 少年B 砲丸投     | 髙久保雄介 （明富中学校） 滋賀       | 16ｍ19              | 相京優也 （中之条高校） 群馬             | 16ｍ08              | 中山東 （敦賀高校） 福井       | 15ｍ67              |
| 成年 円盤投      | 畑山茂雄 （ゼンリン） 神奈川         | 55ｍ36 GR           | 中林将浩 （法政大学） 埼玉               | 52ｍ06              | 佐々木大志 （岩手大学） 岩手   | 51ｍ99              |
| 少年A ハンマー投 | 吉津剛 （鹿児島南高校） 鹿児島       | 63ｍ40              | 宮地勇治 （市立岐阜商業高校） 岐阜       | 61ｍ52              | 安里直樹 （中部商業高校） 沖縄 | 60ｍ14              |
| 成年 やり投      | 村上幸史 （日本大学） 愛媛           | 76ｍ04              | 植徹 （富士通） 愛知                     | 74ｍ36              | 宇戸田実也 （筑波大学） 宮崎   | 73ｍ25              |
| 少年共通 やり投  | 山本一喜 （廿日市高校） 広島         | 67ｍ97              | 真里谷慎司 （花園高校） 京都             | 66ｍ32              | 山本英範 （由良育英高校） 鳥取 | 64ｍ49              |
| GR 大会新記録    |                                      |                     |                                          |                     |                                |                     |

### 女子

#### トラック
| 第54回 \| 第55回 \| 第56回 \| 第57回 \| 第58回 |
| ---------------------------------------------- |

| 種目                      | 金 | 金                  | 銀 | 銀                  | 銅 | 銅                  |
| ------------------------- | --- | ------------------- | --- | ------------------- | --- | ------------------- |
| 成年 100m                 | 島崎亜弓 （スズキ） 静岡                                                                                   | 11秒81 （-0.3 m/s） | 信岡沙希重 （ミズノ） 埼玉                                                                                       | 11秒94 （-0.3 m/s） | 二瓶秀子 （福島大学） 福島                                                                                     | 11秒96 （-0.3 m/s） |
| 少年A 100m                | 藤巻理奈 （新栄高校） 神奈川                                                                               | 11秒95 （-0.4 m/s） | 鈴木あかり （黒沢尻南高校） 岩手                                                                                 | 11秒97 （-0.4 m/s） | 渡辺真弓 （日本文理高校） 新潟                                                                                 | 12秒17 （-0.4 m/s） |
| 少年B 100m                | 渡邊梓 （柏崎市立松浜中学校） 新潟                                                                         | 12秒35 （-0.5 m/s） | 丸山舞子 （鹿児島南高校） 鹿児島                                                                                 | 12秒43 （-0.5 m/s） | 山本晃代 （浜松商業高校） 静岡                                                                                 | 12秒49 （-0.5 m/s） |
| 少年A 400m                | 江口幸子 （横浜雙葉高校） 神奈川                                                                           | 55秒20              | 安楽桂子 （埼玉栄高校） 埼玉                                                                                     | 56秒08              | 堀江真由 （九里学園高校） 山形                                                                                 | 56秒24              |
| 少年B 400m                | 竹本香織 （埼玉栄高校） 埼玉                                                                               | 56秒60              | 中川紫乃 （浜松商業高校） 静岡                                                                                   | 57秒07              | 丹野麻美 （郡山東高校） 福島                                                                                   | 57秒22              |
| 成年 800m                 | 藤原夕規子 （グローバリー） 京都                                                                           | 2分04秒64 GR        | 吉田真希子 （福島大学TC） 福島                                                                                   | 2分06秒82           | 山形依希子 （嶺南東養護学校教員） 福井                                                                         | 2分07秒64           |
| 少年B 800m                | 山下恵 （済美高校） 愛媛                                                                                   | 2分13秒66           | 陣内綾子 （佐賀市立城東中学校） 佐賀                                                                             | 2分13秒70           | 湯田友美 （愛知淑徳高校） 愛知                                                                                 | 2分13秒93           |
| 少年A 1500m               | 宗由香利 （聖心ウルスラ学園高校） 宮崎                                                                     | 4分22秒66           | フェリスタ・ワボイ （青森山田高校） 青森                                                                         | 4分24秒58           | 金指亜由美 （立命館宇治高校） 京都                                                                             | 4分24秒66           |
| 少年共通 3000m            | 池田恵美 （立命館宇治高校） 京都                                                                           | 9分03秒45           | 宗由香利 （聖心ウルスラ学園高校） 宮崎                                                                           | 9分11秒29           | 鬼島怜美 （札幌大谷高校） 北海道                                                                               | 9分12秒45           |
| 成年 5000m                | 福士加代子 （ワコール） 京都                                                                               | 15分20秒08 GR       | 川島亜希子 （東海銀行） 愛知                                                                                     | 15分26秒98          | 藤永佳子 （筑波大学） 長崎                                                                                     | 15分28秒32          |
| 少年A 100mハードル        | 笠原瑞世 （添上高校） 奈良                                                                                 | 13秒98 （-0.5 m/s） | 大内優美子 （伊奈学園総合高校） 埼玉                                                                             | 14秒06 （-0.5 m/s） | 古賀みどり （薫英女学院高校） 大阪                                                                             | 14秒06 （-0.5 m/s） |
| 少年B 100mハードル        | 柳久美子 （埼玉栄高校） 埼玉                                                                               | 14秒12 （0.0 m/s）  | 桜井里佳 （富士見高校） 静岡                                                                                     | 14秒46 （0.0 m/s）  | 岸沙耶香 （日本大学山形高校） 山形                                                                             | 14秒50 （0.0 m/s）  |
| 成年 400mハードル         | 吉田真希子 （福島大学TC） 福島                                                                             | 57秒49 GR           | 加藤史子 （関西大学） 大阪                                                                                       | 59秒62              | 久保倉里美 （福島大学） 北海道                                                                                 | 59秒70              |
| 少年A 400mハードル        | 江口幸子 （横浜雙葉高校） 神奈川                                                                           | 58秒94              | 安楽桂子 （埼玉栄高校） 埼玉                                                                                     | 59秒39              | 西尾千沙 （沼津西高校） 静岡                                                                                   | 60秒58              |
| 成年 5000m競歩            | 忠政良子 （登利平AC） 群馬                                                                                 | 22分26秒28          | 川﨑真裕美 （海老澤製作所） 茨城                                                                                 | 22分30秒10          | 小西祥子 （筑波大学） 大阪                                                                                     | 22分37秒41          |
| 少年共通 5000m競歩        | 三村芙実 （熊谷女子高校） 埼玉                                                                             | 22分49秒12 GR       | 木村なつき （新島学園高校） 群馬                                                                                 | 23分13秒85 GR       | 岡田真由美 （就実高校） 岡山                                                                                   | 23分14秒26 GR       |
| 成年少年共通 4×100mリレー | 埼玉 石田智子 （埼玉大学TC） 植竹万里絵 （伊奈学園総合高校） 柳久美子 （埼玉栄高校） 信岡沙希重 （ミズノ） | 46秒10              | 宮城 岩井千裕 （石巻市立万石浦中学校） 阿部郁美 （東北高校） 矢野加奈子 （七十七銀行） 大草美由紀 （七十七銀行） | 46秒53              | 神奈川 城下麗奈 （松本中学校） 菅原由美子 （横浜市立南高校教員） 山本ひとみ （相洋高校） 藤巻理奈 （新栄高校） | 46秒57              |
| GR 大会新記録             | |                     | |                     | |                     |

#### フィールド
| 第54回 \| 第55回 \| 第56回 \| 第57回 \| 第58回 |
| ---------------------------------------------- |

| 種目                                                                    | 金                                 | 金                  | 銀                                     | 銀                  | 銅                                     | 銅                  |
| ----------------------------------------------------------------------- | ---------------------------------- | ------------------- | -------------------------------------- | ------------------- | -------------------------------------- | ------------------- |
| 成年 走高跳                                                             | 岩切麻衣湖 （プレジャー企画） 愛知 | 1ｍ80               | 青山幸 （中京女子大学） 大阪           | 1ｍ77               | 藤沢潔香 （筑波大学） 千葉             | 1ｍ74               |
| 少年共通 走高跳                                                         | 児玉里穂 （西京商業高校） 京都     | 1ｍ72               | 茂田理沙 （熊本フェイス学院高校） 熊本 | 1ｍ69               | 松下小織 （浜松商業高校） 静岡         | 1ｍ69               |
| 少年共通 棒高跳                                                         | 井桁愛 （中央高校） 群馬           | 3ｍ65 GR            | 小宮留美子 （草加南高校） 埼玉         | 3ｍ65 GR            | 森郁子 （神戸甲北高校） 兵庫           | 3ｍ60 =GR           |
| 成年 走幅跳                                                             | 池田久美子 （福島大学） 宮城       | 6ｍ43 （+0.2 m/s）  | 花岡麻帆 （office24） 千葉             | 6ｍ35 （+1.4 m/s）  | 中田有紀 （東海デカスロンチーム） 愛知 | 6ｍ14 （+1.6 m/s）  |
| 少年B 走幅跳                                                            | 高橋香 （西武学園文理高校） 埼玉   | 5ｍ84 （+0.3 m/s）  | 中村悠子 （京都文教女子中学校） 京都   | 5ｍ61 （+0.3 m/s）  | 谷岡亜由子 （長田高校） 兵庫           | 5ｍ58 （+0.0 m/s）  |
| 少年A 三段跳                                                            | 田村紗希子 （明徳義塾高校） 高知   | 12ｍ28 （+0.1 m/s） | 王迪 （富山商業高校） 富山             | 12ｍ26 （-0.3 m/s） | 荘久慧 （甲府南高校） 山梨             | 11ｍ97 （+0.6 m/s） |
| 少年A 砲丸投                                                            | 後藤実穗 （東北高校） 宮城         | 14ｍ48              | 熊谷江里加 （今治明徳高校） 愛媛       | 14ｍ14              | 鈴木美幸 （保原高校） 福島             | 13ｍ66              |
| 少年B 砲丸投                                                            | ラトウ・アリシ （埼玉栄高校） 埼玉 | 12ｍ84              | 林田真那美 （口加高校） 長崎           | 12ｍ68              | 吉田みづ妃 （保原高校） 福島           | 12ｍ42              |
| 成年 円盤投                                                             | 中西美代子 （ミキハウス） 富山     | 54ｍ49              | 室伏由佳 （ミズノ） 愛知               | 51ｍ28              | 山口智子 （呉市陸上競技協会） 広島     | 48ｍ56              |
| 成年 ハンマー投                                                         | 綾真澄 （中京大学） 香川           | 64ｍ43 NR , UR , GR | 鈴木文 （チチヤス乳業） 広島           | 60ｍ31              | 室伏由佳 （ミズノ） 愛知               | 55ｍ81              |
| 少年共通 やり投                                                         | 木村優花 （水口東高校） 滋賀       | 47ｍ07              | 松原由希子 （小杉高校） 富山           | 46ｍ32              | 南本沙樹 （西城陽高校） 京都           | 45ｍ82              |
| NR 日本新記録 \| UR 日本学生新記録 \| GR 大会新記録 \| =GR 大会タイ記録 |                                    |                     |                                        |                     |                                        |                     |